# Pecineaga
Pecineaga é uma comuna romena localizada no distrito de Constanţa, na região de Dobruja. A comuna possui uma área de 55.70 km² e sua população era de 3184 habitantes segundo o censo de 2007.